# 西北大学 (越南)
西北大学（越南语：／?）是位于越南西北部山罗省山罗市的一所区域性公立综合性大学。因位于越南西北部而得名。

## 历史沿革
西北大学的历史可以追溯至1960年，当年，越南民主共和国教育部部长阮文暄签署了第267号决议，决定在西北自治区建立师范学校，以培养少数民族人才。当年，北越政府派出了12名教员前往山罗组织创建该校，并首先开设自然、社会学科。
1981年6月，越南政府通过146/QĐ决议，将西北师范学校升格为西北高等师范专科学校。接受“7+3”学制、“10+3”学制教育的學生總數增至1000餘人，教员增至277人，其中拥有大學學歷的教员人数为76人。
2001年3月23日，越南政府同意在西北高等师范专科学校的基础上建立西北大学。该校也成为越南西北部第一所提供本科教育的高等院校。

## 学科设置
至2022年，西北大学有七个二级学院，提供25个本科教学专业及2个专科教学专业。另有碩士學位授權學科6个。

## 对外交流
西北大学有资格招收留学生，其中以寮國留学生居多，至2022年，西北大学已经为寮國培养了1,000名本科、硕士生。此外，西北大学亦与日本國際協力機構合作，提高教研水平，并在越南西北部诸省协助农民开展脱贫工作。